# Merke
Merke (hist. Komsomolskij) – wieś w Kazachstanie w obwodzie żambylskim; 15 800 mieszkańców (2006). Przemysł spożywczy.
We wsi znajduje się polski cmentarz, na którym spoczywają żołnierze oraz ludność cywile, którzy w 1942 roku rozpoczęli formowanie II Korpusu Polskiego gen. Władysława Andersa. Ewakuowani z ZSRR na mocy porozumienia Sikorski – Majski zmarli w drodze do Polski z wycieńczenia, głodu i chorób.

## Miasto partnerskie
- Karcag